# Acker-Schöterich
Der Acker-Schöterich (Erysimum cheiranthoides L.), auch Acker-Schotendotter, Gänsesterbkraut, Gänsesterbe, Goldlack-Schotendotter, Lack-Schöterich, oder Ruderal-Goldlack genannt, ist eine Pflanzenart, die zur Familie der Kreuzblütengewächse (Brassicaceae) gehört.

## Beschreibung

### Vegetative Merkmale

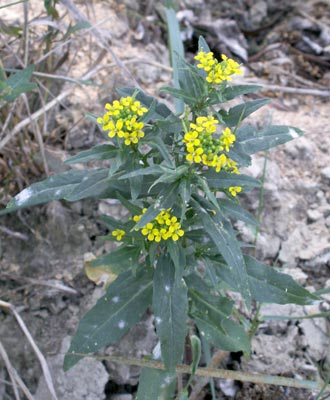
Habitus vom Acker-Schöterich

Der Acker-Schöterich ist eine einjährige Pflanze, hat mindestens einen aufrechten beblätterten Stängel und erreicht Wuchshöhen von 15 bis zu 60 cm. Der Stängel ist mit drei- bis vierstrahligen, kurzen, anliegenden Haaren besetzt (nur mit Lupe gut zu erkennen). Die lanzettartigen, ganzrandig geschweift gezähnten Laubblätter sind wechselständig am Stängel angeordnet. Die unteren Blätter sind gestielt und die oberen Blätter ungestielt.

### Blütenstände, Blüten und Früchte

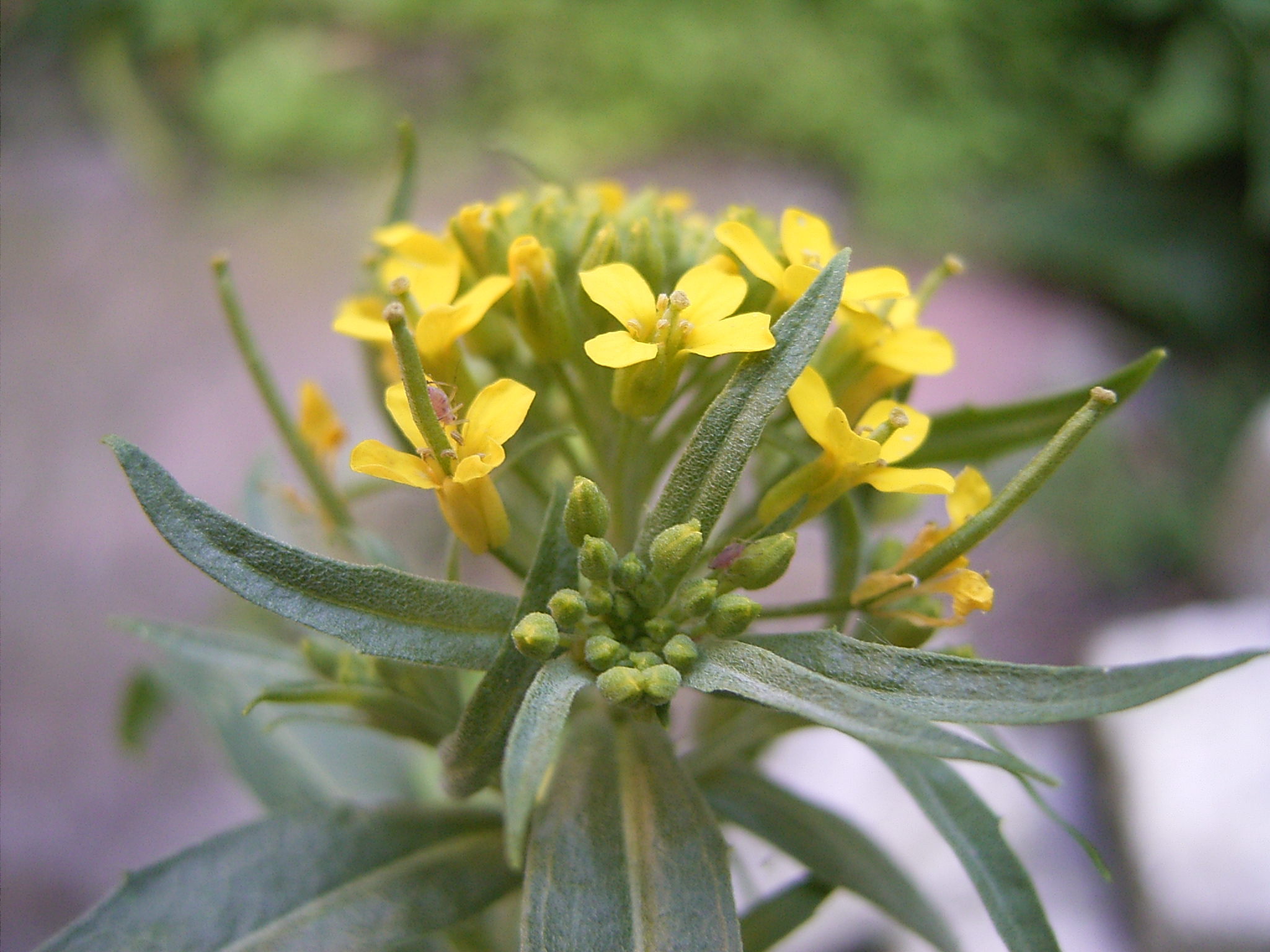
Blütenstand vom Acker-Schöterich

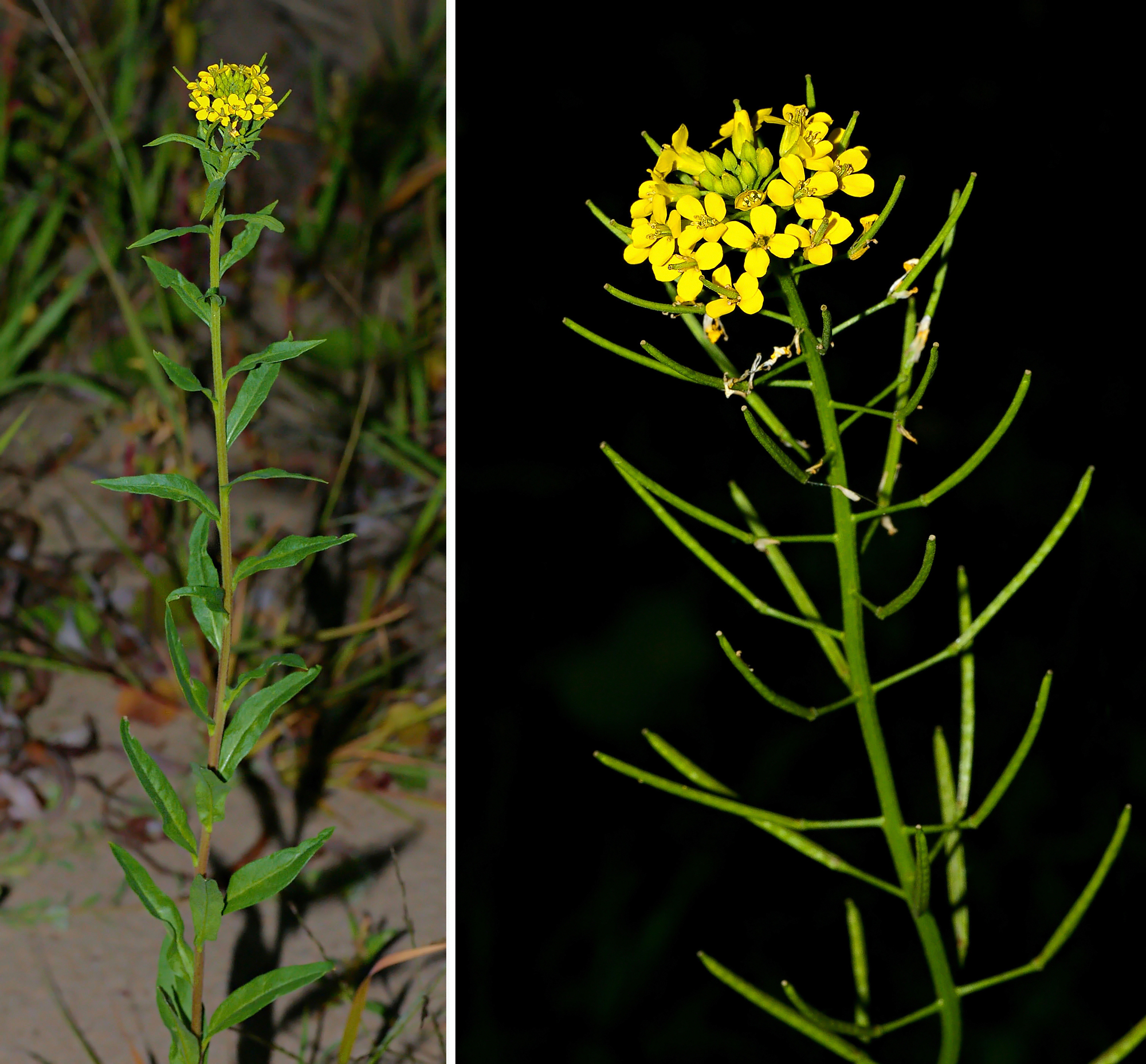
Blütenstand und Fruchtstand

Die gestielten Blüten stehen in Trauben. Die Blüten verwandeln sich schnell in dünne Schoten während sich weiter oben am Stängel neue Blüten bilden.
Die zwittrigen, radiärsymmetrischen Blüten sind vierzählig. Die vier grünen Kelchblätter sind 1,8 bis 3 mm lang und 0,5 bis 1 mm breit. Die vier gelben, 3 bis 5 mm langen und 1,5 bis 2 mm breiten Kronblätter sind etwa zweimal so lang wie die Kelchblätter. Die Blütezeit ist Mai bis September.
Die 1 bis 3 cm langen schmalen (meist 1,5 bis 2,5 cm × 1 bis 1,3 mm) Schoten haben einen vierkantigen Querschnitt und stehen aufrecht auf etwa 6 bis 13 mm langen Fruchtstielen. Die hellbraunen Samen sind länglich mit den Maßen 1 bis 1,5 × 0,4 bis 0,6 mm.

### Chromosomenzahl
Seine Chromosomenzahl beträgt 2n = 16.

### Verwechslungsmöglichkeit
Auf den ersten Blick ähnelt der Acker-Schöterich stark anderen gelbblühenden Kreuzblütlern, wie etwa dem Acker- oder dem Mauersenf. Aber seine Blätter sind fast geradrandig und seine Schoten vierkantig. Bei der Betrachtung des Stängels mit der Lupe sind zwei- bis dreizackige an den Stängel angedrückte Haare zu erkennen. Außerdem sind die Blüten wesentlich kleiner.

## Ökologie
Die Bestäubung des Acker-Schöterich erfolgt über Insekten- und Selbstbestäubung. Seine Ausbreitung erfolgt durch Selbst- und Windausbreitung.
Die Art ist eine Halblichtpflanze, und ein Frische- sowie Mäßigwärme- und Schwachbasenzeiger. Sie zeigt außerdem Stickstoffreichtum an. Sie wurzelt bis 50 Zentimeter tief.

## Vorkommen

### Verbreitung
Nach Oberdorfer ist die Hauptverbreitung eurasiatisch (Arten des großen durch Eurasien ziehenden Laubwaldgebietes). Die Verbreitung erstreckt sich über die meridionale bis boreale Klimazonen Europas und Asiens. In Nordamerika, Argentinien, Neuseeland und in Japan ist die Pflanze ein Neophyt. Die Art kommt in den Höhenstufen Flach-(planar) und Hügelland (collin) vor.
In den Allgäuer Alpen steigt er oberhalb der Ifenhütte im Kleinwalsertal bis zu 1650 m Meereshöhe auf. Bei Kandersteg in der Schweiz wurde er auch in 1800 Meter Meereshöhe beobachtet.

### Standorte
Der Acker-Schöterich ist eine meist als Unkraut angesehene giftige Wildpflanze die früher in der Naturmedizin Anwendung fand. Er wächst in Gärten, Äckern und an Flussufern sowie auf Brachflächen. Er kommt oft zusammen mit dem Klatschmohn vor.
Der Acker-Schöterich wächst bevorzugt auf lockeren und leicht feuchten Kalkböden. Außer in Äckern und Gärten kommt er an Flussufern sowie deren Sand- und Kiesbänken vor. Ebenso siedelt er auf Schuttplätzen, Brachflächen und an Wegrändern. Er wächst in Mitteleuropa oft in Gesellschaften des Verbands Chenopodion rubri, aber auch in feuchten Gesellschaften der Ordnung Polygono-Chenopodietalia oder des Verbands Sisymbrion.
Die ökologischen Zeigerwerte nach Landolt et al. 2010 sind in der Schweiz: Feuchtezahl F = 3+ (feucht), Lichtzahl L = 4 (hell), Reaktionszahl R = 4 (neutral bis basisch), Temperaturzahl T = 4 (kollin), Nährstoffzahl N = 4 (nährstoffreich), Kontinentalitätszahl K = 4 (subkontinental).

## Verwendung
Der Acker-Schöterich wird in der Naturheilkunde heute nur noch selten verwendet, da er giftig ist. Das drückt sich auch im Namen "Gänsesterbe" aus. Zur Anwendung kommt sein frisches Kraut, seine Samen und Wurzeln. Das Sammeln der Blätter kann in der Zeit von ca. Juni bis September erfolgen. 

Seine Wirkung verdankt er den herzwirksamen Glykosiden, die Cheiranthoside genannt werden. In der Naturheilkunde wird ihm Wirksamkeit gegen Herzschwäche, Krampfhusten, Würmer und Hautausschläge zugeschrieben.

## Trivialnamen
Für den Acker-Schöterich bestehen bzw. bestanden auch die weiteren deutschsprachigen Trivialnamen: Hadsch (Nassau), Harich (Nassau), Schotendotter (Schlesien), Schutsenf und Steinsenf.